# Donji grad (Zagreb)
Donji grad tradicijski je dio grada i gradska četvrt u samoupravnome ustrojstvu Grada Zagreba.
Naziv je opreka prema Gornjem gradu.
Gradska četvrt osnovana je Statutom Grada Zagreba 14. prosinca 1999., a u prethodnim ustrojstvima postojala je i općina istog imena, a dugo je Donji grad bio podijeljen između općina Centar i Medveščak.
Po podatcima iz 2011. površina četvrti je 3,02 km2, a broj stanovnika 37 024. Iako je ovo područje još uvijek najgušće naseljeni dio Zagreba, podatci zadnjih popisa stanovništva pokazuju kako rezidencijalna uloga ovoga prostora postupno slabi u korist sve bogatijem poslovnom, kulturnom i raznolikom drugom javnom životu, čime Zagreb slijedi kretanja već poodavno zapažena u velikim gradovima širom svijeta.
Četvrt obuhvaća sam centar Zagreba, južno od Gornjega grada do željezničke pruge, na zapad do Ulice Republike Austrije, a na istok do Heinzelove. Tradicijsko središte je Trg bana Jelačića, uz os prema željezničkom kolodvoru s parkovima.
Uglavnom je izgrađivan u 19. stoljeću, a dio istočno od Draškovićeve u prvoj polovici 20. stoljeća. Zapadni dio puno je urbaniji i izgrađeniji od istočnog. Na rubovima postoje ostatci industrije koji polako nestaju. Sadrži većinu važnih mjesta okupljanja, trgovine, većinu institucija i muzeja u Zagrebu.

## Vijeće gradske četvrti Donji grad
- predsjednik: nije izabran
- potpredsjednik: nije izabran

Vijeće gradske četvrti Donji grad ima 15 zastupnika.
| lista | lista                                                                  | nositelj liste      | glasovi | postotak | mandati |
| ----- | ---------------------------------------------------------------------- | ------------------- | ------- | -------- | ------- |
|       | Možemo! – SDP                                                          | Josipa Knez         | 7142    | 52,19 %  | 9 / 15  |
|       | HDZ – Domovinski pokret – HSU – HSS                                    | Matej Bagarić       | 2097    | 15,32 %  | 2 / 15  |
|       | Jedino Hrvatska! – Domino – Hrvatski suverenisti – Blok za Hrvatsku    | Zlatko Hasanbegović | 1236    | 9,03 %   | 1 / 15  |
|       | Zagreb United                                                          | Nedeljko Tudja      | 1143    | 8,35 %   | 1 / 15  |
|       | DO i SIP – GLAS – ORaH – Reformisti                                    | Anka Mrak-Taritaš   | 950     | 6,94 %   | 1 / 15  |
|       | NL Pavle Kalinić – Stranka umirovljenika – Umirovljenici zajedno – ZDS | Miljenko Bernfest   | 763     | 5,57 %   | 1 / 15  |
|       | Blok umirovljenici zajedno – Plavi grad                                | Marijan Oljica      | 351     | 2,56 %   | 0 / 15  |

## Galerija
- Trg bana Jelačića
- Hrvatsko narodno kazalište
- Cvjetni trg, službeno Trg Petra Preradovića
- Dom likovnih umjetnosti Ivana Meštrovića, poznat kao Džamija

## Vanjske poveznice
- Službene stranice grada Zagreba
- Službena web stranica Gradske četvrti